# Cerastium biebersteinii
Cerastium biebersteinii  es una especie de planta ornamental perteneciente a la familia de las cariofiláceas.

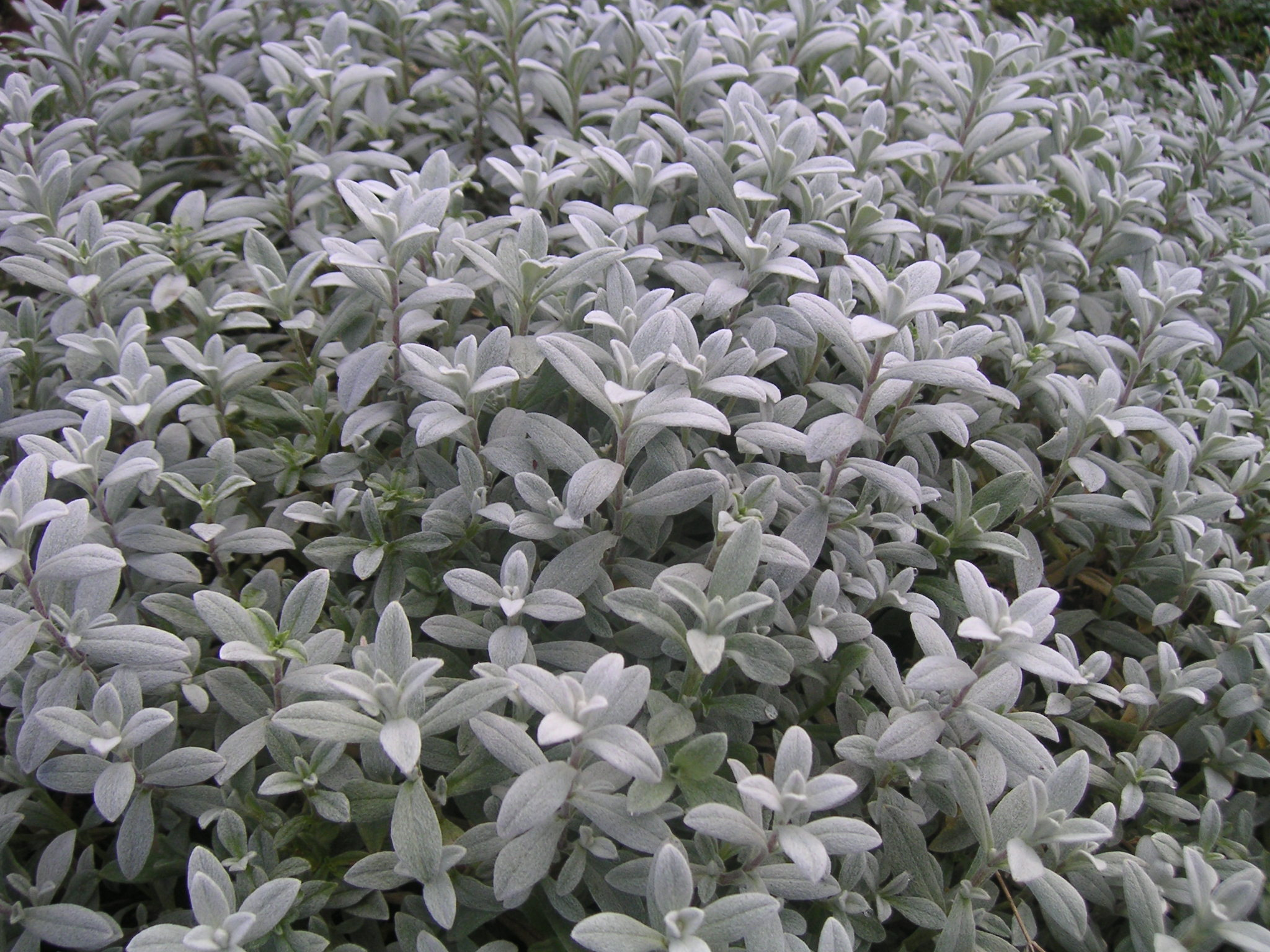
Vista de la planta

## Descripción
Es una planta erecta que forma un conjunto denso y plateado. El tallo alcanza una longitud de 15 a 30 (45) cm. Las hojas son lanceoladas, puntiagudas, con una longitud de 20-50 mm y una anchura de 3-8 mm. Las flores de color blanco. Sépalos 6-10 mm de largo, libres. Pétalos el doble de largos que los sépalos, con una ranura de casi la mitad de la longitud. Florece desde mediados de mayo a julio.

## Taxonomía
Cerastium biebersteinii fue descrita por   Augustin Pyrame de Candolle y publicado en Mémoires de la Société de Physique et d'Histoire Naturelle de Genève 1: 436. 1823.
Etimología
Cerastium: nombre genérico que proviene del griego: keras (= cuerno), probablemente refiriéndose a la forma de los frutos del género. Fue latinizado más tarde por el botánico alemán Johann Jacob Dillenius (1684-1747) y luego, eventualmente asumida por Carlos Linneo en 1753. 
biebersteinii: epíteto otorgado en honor del botánico alemán Friedrich August Marschall von Bieberstein (1768-1827), autor de Flora Taurico-Caucasica en tres volúmenes  (1808-1819), el primer libro sobre la flora de la región Crimea/Cáucaso que incluía 2,322 especies.
Sinonimia
- Cerastium biebersteinii subsp. transcaucasicum Buschmann
- Cerastium repens M.Bieb.
- Cerastium tomentosum Georgi[3]